# Eleccions al Parlament de les Illes Balears de 2015
Les Eleccions al Parlament de les Illes Balears de 2015, que donaren lloc a l'inici de la IX legislatura, es van celebrar el 24 de maig de 2015, en el marc de les Eleccions autonòmiques d'Espanya de 2015.

## Candidatures

### Candidatures amb representació actual al Parlament de les Illes Balears

#### Partit Popular de les Illes Balears
- Nom de la candidatura: Partit Popular.
- Integrants de la candidatura: Partit Popular de les Illes Balears.
- Cap de llista a Eivissa: José Vicente Marí
- Cap de llista a Formentera: Gabriela Mayans[1]
- Cap de llista a Mallorca i candidat a la Presidència al Govern Balear: José Ramón Bauzá
- Cap de llista a Menorca: Santiago Tadeo

#### Partit Socialista de les Illes Balears
- Nom de la candidatura: Partit Socialista Obrer Espanyol.
- Integrants de la candidatura: Partit Socialista de les Illes Balears (PSIB-PSOE).
- Cap de llista a Eivissa: Pilar Costa[2]
- Cap de llista a Formentera: Silvia Tur. Coalició entre Gent per Formentera i PSIB-PSOE[3]
- Cap de llista a Mallorca i candidat a la Presidència al Govern Balear: Francina Armengol
- Cap de llista a Menorca: María José Camps[4]

#### Més per Mallorca
- Nom de la candidatura: Més per Mallorca.
- Integrants de la candidatura: PSM-Entesa Nacionalista (PSM-EN), IniciativaVerds (IV) i Entesa per Mallorca (ExM). A diferència de les eleccions del 2011, Esquerra Republicana de Mallorca no forma part d'aquesta coalició i el 28 de març de 2015 comunicaven que no es presenten a les eleccions per a la circumscripció de Mallorca.[5]
- Cap de llista a Mallorca i candidat a la Presidència al Govern Balear: Biel Barceló

#### Més per Menorca
- Nom de la candidatura: Més per Menorca.
- Integrants de la candidatura: Partit Socialista de Menorca, IniciativaVerds - EQUO i Esquerra Republicana de Menorca.
- Cap de llista a Menorca i candidat a la Presidència al Govern Balear: Nel Martí[6]

#### PI
- Nom de la candidatura: Proposta per les Illes Balears
- Integrants de la candidatura: Sorgeix de diferents partits polítics com Lliga Regionalista, Convergència per les Illes, Unió Menorquina, Es Nou Partit d'Eivissa
- Cap de llista a Eivissa: Carmen Tur[7]
- Cap de llista a Mallorca i candidat a la Presidència al Govern Balear: Jaume Font
- Cap de llista a Menorca: Joan Forcada[8]

#### Podem
- Nom de la candidatura: Podem
- Integrants de la candidatura:
- Cap de llista a Eivissa: Aitor Morrás
- Cap de llista a Mallorca i candidat a la Presidència al Govern Balear: Alberto Jarabo[9]
- Cap de llista a Menorca: Montse Seijas

#### Ciutadans
- Nom de la candidatura: Ciutadans - Partit de la Ciutadania
- Integrants de la candidatura: A Menorca en coalició amb Unió del Poble de Ciutadella de Menorca (UPCM)
- Cap de llista a Mallorca i candidat a la Presidència al Govern Balear: Xavier Pericay[10]
- Cap de llista a Menorca: José Manuel Morales.

### Candidatures sense representació actual al Parlament de les Illes Balears

#### Guanyem
- Nom de la candidatura: Guanyem les Illes Balears
- Integrants de la candidatura: Coalició entre Esquerra Unida de les Illes Balears, Construint l'Esquerra-Alternativa Socialista i Guanyem.[11] A Menorca es presenta Esquerra de Menorca - Esquerra Unida.
- Cap de llista a Eivissa: Miquel Ramon Juan
- Cap de llista a Mallorca i candidat a la Presidència al Govern Balear: Manel Carmona[12]
- Cap de llista a Menorca: Antoni Carrillos[13]

#### UPyD
- Nom de la candidatura: Unión, Progreso y Democracia
- Integrants de la candidatura: Unión, Progreso y Democracia
- Cap de llista a Eivissa: José Segador[14]
- Cap de llista a Mallorca i candidat a la Presidència al Govern Balear: Natalia Prieto[15]

#### Agrupación Social Independiente (ASI)
- Cap de llista a Mallorca i candidat a la Presidència al Govern Balear: Rubén Sousa

#### Familia y Vida
- Cap de llista a Mallorca i candidata a la Presidència al Govern Balear: Tomasa Calvo

#### PACMA
- Cap de llista a Mallorca i candidat a la Presidència al Govern Balear: Josep Moyà

#### Recortes Cero
- Cap de llista a Mallorca i candidat a la Presidència al Govern Balear: Adrián Minaya
- Cap de llista a Menorca: María Sánchez

#### Proyecto Liberal Español
- Cap de llista a Mallorca i candidat a la Presidència al Govern Balear: Ernesto Gutiérrez

#### Esquerra Republicana- Eivissa Sí
- Nom de la candidatura: Esquerra Republicana - Eivissa Sí
- Cap de llista i candidat a la Presidència al Govern Balear: Josep Antoni Prats

#### Partido Renovador de Eivissa y Formentera[16]
- Cap de llista a Eivissa i candidat a la Presidència al Govern Balear: Cándido Valladolid

#### Movimiento Ciudadano Epic Ibiza
- Cap de llista a Eivissa i candidata a la Presidència al Govern Balear: Asunción López

#### Alternativa Insular
- Cap de llista a Eivissa i candidat a la Presidència al Govern Balear: Vicente Juan Torrés

#### Más Eivissa - Corsaris Democràtis
- Integrants de la candidatura: Más Eivissa i Corsaris Democràtis
- Cap de llista a Eivissa i candidat a la Presidència al Govern Balear: Jesús García

#### Gent per Eivissa (GxE)
- Cap de llista a Eivissa i candidat a la Presidència al Govern Balear: Juan José Cardona

#### Compromís amb Formentera
- Cap de llista a Formentera i candidat a la Presidència al Govern Balear: Omar Juan

## Enquestes
| Sondeig                            | Sondeig     |       |       |      |       |      |        |      | Gent per Formentera |       |
| ---------------------------------- | ----------- | ----- | ----- | ---- | ----- | ---- | ------ | ---- | ------------------- | ----- |
| Eleccions 2011, 22 de maig de 2011 | Percentatge | 46,7% | 26,4% | 8,8% |       |      | 2,3% * | 2,1% |                     |       |
| Eleccions 2011, 22 de maig de 2011 | Escons      | 35    | 19    | 5    |       |      | 0      | 0    | 1                   |       |
| Última Hora, desembre 2012         | Percentatge |       |       |      |       |      |        |      |                     |       |
| Última Hora, desembre 2012         | Escons      | 28    | 18    | 6    | -     | 2    | 2      | 2    | 1                   |       |
| IBES, juny 2013                    | Percentatge |       |       |      |       |      |        |      |                     |       |
| IBES, juny 2013                    | Escons      | 28-29 | 20    | 5    | -     | 1    | 2-3    | 1    | 1                   |       |
| IBES, juny 2014                    | Percentatge |       |       |      |       |      |        |      |                     |       |
| IBES, juny 2014                    | Escons      | 27    | 14    | 6    | 5     | 0-1  | 3-4    | 2    | 1                   |       |
| Última Hora setembre 2014          | Percentatge |       |       |      |       |      |        |      |                     |       |
| Última Hora setembre 2014          | Escons      | 27    | 16    | 5    | 8-10  | 1    | 0-1    | 0-1  | 1                   |       |
| Última Hora octubre 2014           | Percentatge |       |       |      |       |      |        |      |                     |       |
| Última Hora octubre 2014           | Escons      | 27    | 16    | 5    | 8-10  | 1    | 0-1    | 0-1  | 1                   |       |
| Última Hora febrer 2015            | Percentatge | 35%   | 19%   | 8%   | 19%   | 5%   | 4%     |      | 1%                  | 5%    |
| Última Hora febrer 2015            | Escons      | 27    | 16    | 3-4  | 12-13 | 1-3  | 0-1    | 0    | 1                   | 0-1   |
| Última Hora abril 2015             | Percentatge |       |       |      |       |      |        |      |                     |       |
| Última Hora abril 2015             | Escons      | 22-24 | 13-15 | 4-6  | 8-10  | 2-3  | 1-2    | 0    | 1                   | 3-5   |
| Diario de Mallorca abril 2015      | Percentatge |       |       |      |       |      |        |      |                     |       |
| Diario de Mallorca abril 2015      | Escons      | 23-26 | 14-17 | 5-6  | 7-10  | 0-2  | 0      | 0    | 1                   | 3-5   |
| CIS abril 2015                     | Percentatge | 30%   | 22,3% | 9,6% | 14,5% | 2,4% | 2,1%   | 0,5% | 0,4%                | 12,4% |
| CIS abril 2015                     | Escons      | 19-20 | 14-15 | 5    | 10    | 0    | 0      | 0    | 1                   | 9     |

* Com Esquerra Unida de les Illes Balears

## Resultats
Els comicis varen donar els següents resultats:
| ← Eleccions al Parlament de les Illes Balears 24 de maig de 2015 → |         |       |        |      |
| Parlament de les Illes Balears                                     |         |       |        |      |
| Partit                                                             | Vots    | %     | Escons | Dif. |
| Partit Popular (PP)                                                | 121.981 | 28,50 | 20     | -15  |
| Partit Socialista de les Illes Balears (PSIB-PSOE)                 | 81.073  | 18,94 | 14     | -4   |
| Podem (PODEM)                                                      | 62.868  | 14,69 | 10     | +10  |
| MÉS per Mallorca (MÉS)                                             | 59.069  | 13,80 | 6      | +2   |
| Proposta per les Illes (El PI)                                     | 34.060  | 7,96  | 3      | +3   |
| Més per Menorca (MpM)                                              | 6.568   | 1,53  | 3      | +2   |
| Ciudadanos (C's)                                                   | 25.317  | 5,92  | 2      | +2   |
| Gent per Formentera + PSIB (GxF + PSIB)                            | 2.005   | 0,47  | 1      |      |
| Guanyem (GUANYEM)                                                  | 7.105   | 1,66  |        |      |
| Unión, Progreso y Democracia (UPyD)                                | 3.816   | 0,89  |        |      |
| Partido Animalista Contra el Maltrato Animal (PACMA)               | 3.467   | 0,81  |        |      |
| Ciudadanos de Menorca (C.ME UPCM)                                  | 1.935   | 0,45  |        |      |
| Gent x Eivissa (GxE)                                               | 1.645   | 0,38  |        |      |
| Esquerra de Menorca-Esquerra Unida (EM-EU)                         | 1.436   | 0,34  |        |      |
| MAS Eivissa - Corsaris Democràtics (MEC)                           | 1.024   | 0,24  |        |      |
| Moviment Ciutadà EPIC Eivissa (m.c.EPIC)                           | 977     | 0,23  |        |      |
| Agrupación Social Independiente (ASI)                              | 948     | 0,22  |        |      |
| Partit Familia y Vida (PFyV)                                       | 929     | 0,21  |        |      |
| Recortes Cero (RECORTES CERO)                                      | 891     | 0,21  |        |      |
| Alternativa Insular (AL-in)                                        | 792     | 0,19  |        |      |
| Esquerra Republicana-Eivissa SI (ER-EIVISSA SÍ)                    | 758     | 0,18  |        |      |
| Proyecto Liberal Español (PLIE)                                    | 522     | 0,12  |        |      |
| Compromís amb Formentera (COMPROMÍSFORMENTERA)                     | 383     | 0,09  |        |      |
| Partit Renovador d'Eivissa i Formentera (PREF)                     | 374     | 0,09  |        |      |

A part, es comptabilitzaren 8.057 vots en blanc i 5.865 vots nuls.
Font: Govern de les Illes Balears

## Resultats per circumscripcions

### Mallorca
| ← Eleccions al Parlament de les Illes Balears, Mallorca 24 de maig de 2015 → |        |       |        |                                                  |
| Circumscripció de Mallorca (33 escons)                                       |        |       |        |                                                  |
| Partit                                                                       | Vots   | %     | Escons | Dif.                                             |
| Partit Popular (PP)                                                          | 95.444 | 27,72 | 10     | -9                                               |
| Partit Socialista de les Illes Balears (PSIB-PSOE)                           | 62.571 | 18,17 | 7      | -3                                               |
| Més per Mallorca (MÉS)                                                       | 59.069 | 17,15 | 6      | +2                                               |
| Podem Illes Balears (PODEMOS)                                                | 50.276 | 14,60 | 5      | +5                                               |
| Proposta per les Illes (EL PI)                                               | 30.387 | 8,82  | 3      | +3 abans Lliga-IB i CxI                          |
| Ciutadans (C's)                                                              | 25.317 | 7,35  | 2      | +2                                               |
| Guanyem Illes Balears (GUANYEM)                                              | 5.738  | 1,67  |        | abans Esquerra Unida de les Illes Balears (EUIB) |
| Partido Animalista Contra el Maltrato Animal (PACMA)                         | 3.467  | 1,01  |        |                                                  |
| Unión Progreso y Democracia (UPyD)                                           | 3.100  | 0,90  |        |                                                  |
| Agrupación Social Independiente (ASI)                                        | 948    | 0,28  |        |                                                  |
| Familia y Vida (PFyV)                                                        | 919    | 0,27  |        |                                                  |
| Recortes Cero Mallorca                                                       | 685    | 0,20  |        |                                                  |
| Proyecto Liberal Español (P.LI.E)                                            | 522    | 0,15  |        |                                                  |

A part, es varen recomptar 5.901 vots en blanc, que suposaven l'1,71% del total dels sufragis vàlids.

#### Diputats elegits
- José Ramón Bauzà Díaz (PP)
- Maria Salom Coll (PP)
- Álvaro Luis Gijón Carrasco (PP)
- Margalida Prohens Rigo (PP)
- Antonio Gómez Pérez (PP)
- Antònia Maria Perelló Jorquera (PP)
- Gabriel Company Bauzá (PP)
- María Nuria Riera Martos (PP)
- Miquel Vidal Vidal (PP)
- Sandra Fernández Herranz (PP)
- Francesca Lluch Armengol Socias (PSIB-PSOE)
- Andreu Alcover Ordinas (PSIB-PSOE)
- Isabel Maria Oliver Sagreras (PSIB-PSOE)
- Vicenç de Paül Thomàs Mulet (PSIB-PSOE)
- Mercedes Garrido Rodríguez (PSIB-PSOE) 
  - Maria Concepció Obrador Guzmán
- Martí Xavier March Cerdà (PSIB-PSOE) Independent
  - Jaume Garau Salas
- Silvia Cano Juan (PSIB-PSOE)
- Gabriel Barceló Milta (MÉS)
- Margalida Capellà Roig (MÉS) Independent
- David Abril Hervás (MÉS)
- Joana Aina Campomar Orell (MÉS)
- Antoni Reus Darder (MÉS)
- Isabel Busquets Hidalgo (MÉS)
- Alberto Jarabo Vicente (Podemos)
- María Consuelo Huertas Calatayud (Podemos)
- Carlos Saura León (Podemos)
- Laura Camargo Fernández (Podemos)
- Baltasar Picornell Lladó (Podemos)
- Jaume Font Barceló (El PI)
- Maria Antònia Sureda Martí (El PI)
- Josep Melià Ques (El PI)
- Xavier Pericay Hosta (C's)
- Olga Ballester Nebot (C's)

Font: Junta Electoral de les Illes Balears

### Menorca
| ← Eleccions al Parlament de les Illes Balears, Menorca 24 de maig de 2015 → |        |       |        |                                                |
| Circumscripció de Menorca (13 escons)                                       |        |       |        |                                                |
| Partit                                                                      | Vots   | %     | Escons | Dif.                                           |
| Partit Popular (PP)                                                         | 11.541 | 30,72 | 5      | -3                                             |
| Partit Socialista de les Illes Balears (PSIB-PSOE)                          | 8.453  | 22,50 | 3      | -1                                             |
| MÉS Per Menorca (MpM)                                                       | 6.568  | 17,48 | 3      | +2 abans Partit Socialista de Menorca (PSM-EN) |
| Podemos (PODEM)                                                             | 5.195  | 13,83 | 2      | +2                                             |
| Ciutadans de Menorca - Unió des Poble de Ciutadella (C.ME –U.P.C.M)         | 1.935  | 5,15  |        |                                                |
| Esquerra de Menorca-Esquerra Unida (EM-EU)                                  | 1.436  | 3,82  |        |                                                |
| Proposta per les Illes (EL PI)                                              | 1.221  | 3,25  |        | abans Unió Menorquina (UMe)                    |
| Recortes Cero Menorca                                                       | 206    | 0,55  |        |                                                |

A part, es varen recomptar 1.015 vots en blanc, que suposaven el 2,70% del total dels sufragis vàlids.

#### Diputats elegits
- Santiago Tadeo Florit (PP)
- Margaret Mercadal Camps (PP)
- Juan Manuel Lafuente Mir (PP)
- Misericòrdia Sugrañes Barenys (PP)
- Antoni Camps Casasnovas (PP)
- María José Camps Orfila (PSIB-PSOE)
- Damià Borràs Barber (PSIB-PSOE)
- Elena Baquero González (PSIB-PSOE)
- Joan Manel Martí Llufriu (MpM)
- Patrícia Font Marbán (MpM)
- Josep Castells Baró (MpM)
- Montserrat Seijas Patiño (Podemos)
- David Martínez Pablo (Podemos)

Font: Junta Electoral de les Illes Balears

### Eivissa
| ← Eleccions al Parlament de les Illes Balears, Eivissa 24 de maig de 2015 → |        |       |        |      |
| Circumscripció d'Eivissa (12 escons)                                        |        |       |        |      |
| Partit                                                                      | Vots   | %     | Escons | Dif. |
| Partit Popular (PP)                                                         | 14.091 | 33,01 | 5      | -3   |
| PSOE (PSOE)                                                                 | 10.049 | 23,54 | 4      | =    |
| Podemos (PODEM)                                                             | 7.397  | 17,33 | 3      | +3   |
| Proposta per les Illes (EL PI)                                              | 2.452  | 5,74  |        |      |
| Gent per Eivissa (GxE)                                                      | 1.645  | 3,85  |        |      |
| Guanyem (GUANYEM)                                                           | 1.367  | 3,20  |        |      |
| Más Eivissa – Corsaris Democràtics (MEC)                                    | 1.024  | 2,40  |        |      |
| Movimiento Ciudadano Epic Ibiza (m.c.EPIC)                                  | 977    | 2,29  |        |      |
| Alternativa Insular (AL-in)                                                 | 792    | 1,86  |        |      |
| Esquerra Republicana – Eivissa Sí (ER-EIVISSA SÍ)                           | 758    | 1,78  |        |      |
| Unión Progreso y Democracia (UPyD)                                          | 716    | 1,68  |        |      |
| Partido Renovador de Eivissa y Formentera (P.R.E.F)                         | 374    | 0,88  |        |      |

A part, es varen recomptar 1.051 vots en blanc, que suposaven el 2,46% del total dels sufragis vàlids.

#### Diputats electes
- Jose Vicente Marí Bosó (PP)
- Sara Ramón Rosselló (PP)
- Vicent Serra Ferrer (PP)
- María José Ribas Ribas (PP)
- Miquel Àngel Jerez Juan (PP)
- Pilar Costa Serra (PSOE)
- Xico Tarrés i Marí (PSOE)
- Silvia Limones Costa (PSOE)
- Enric Casanova Peiró (PSOE)
- Aitor Morrás Alzugaray (PODEMOS)
- Marta Maicas Ortíz (PODEMOS)
- Salvador Aguilera Carrillo (PODEMOS)

Font: Junta Electoral de les Illes Balears

### Formentera
| ← Eleccions al Parlament de les Illes Balears, Formentera 24 de maig de 2015 → |       |       |        |      |
| Circumscripció de Formentera (1 escó)                                          |       |       |        |      |
| Partit                                                                         | Vots  | %     | Escons | Dif. |
| Gent per Formentera - PSOE (GxF-PSOE)                                          | 2.005 | 59,28 | 1      | =    |
| Partit Popular (PP)                                                            | 904   | 26,73 |        |      |
| Compromís Formentera                                                           | 383   | 11,32 |        |      |

A part, es varen recomptar 90 vots en blanc, que suposaven el 2,66% del total dels sufragis vàlids.

#### Diputats elegits
- Sílvia Tur Ribas (GxF - PSOE)

Font: Junta Electoral de les Illes Balears

## Consells Insulars
- Eleccions al Consell de Mallorca
- Eleccions al Consell de Menorca
- Eleccions al Consell d'Eivissa
- Eleccions al Consell de Formentera